# 三笑亭小夢
三笑亭小夢（さんしょうてい こゆめ）は、落語の名跡。当代は特に代数を振っていない。
- 朝寝坊小夢 - 後∶月亭春松
- 朝寝坊小夢 - 後∶柳家三好
- 三笑亭小夢 - 現∶桂扇生
- 三笑亭小夢 - 本項にて詳述。

三笑亭 小夢（さんしょうてい こゆめ、1971年7月17日 - ）は、神奈川県横須賀市久比里出身の落語家。社団法人落語芸術協会所属の落語家。本名∶三ツ橋 良紀。

## 略歴
- 横須賀市の出身。
- 1989年∶神奈川県立横須賀高校卒業[3]。
- 1993年、立教大学文学部日本文学科卒業[3]。

落語好きの少年で、立教大学では漫画研究会に所属。大学卒業後出版社に8年勤務。出張先の飛行機の中で古今亭志ん朝を聞いたことで落語熱が再燃し30歳で落語家になった。大学では、漫画研究会に所属していたこともありグッズのデザインなども手掛ける。
- 2001年
  - 6月∶初代三笑亭夢丸に入門。
  - 同年8月∶前座となる。前座名「朝夢」。
- 2005年10月∶二ツ目昇進。
- 2015年5月∶春風亭小柳、2代目三笑亭夢丸とともに真打昇進。横須賀市出身で初の真打ちになった[1]。三笑亭小夢に改名。